# Чоткаль
Чоткаль або чот (кор. 젓갈, 젓) — засолена їжа в корейській кухні, приготована з морепродуктів, таких як креветки, устриці, молюски, риба, рибна ікра та нутрощі .
Чоткаль в основному використовують як смакову добавку до кімчі або як соус до свинячих ніжок (jokbal) і кров'янки (сунде). Іноді чоткаль, зазвичай saeujeot, додають в корейське рагу ччиге і в суп тхан для запаху, замість солі або корейського соєвого соусу.
Різні типи чоткаля варіюються в залежності від основних інгредієнтів, регіону, сім'ї та особистих уподобань. Останнім часом, у зв'язку з обмеженням транспорту, регіони, що знаходяться поруч з морем, мають більше типів чоткаля, в порівнянні з внутрішніми провінціями.

## Історія
Ерья (爾雅) - найдавніший тлумачний словник китайських ієрогліфів з тих, які дійшли до наших днів, написаний в III-V століттях до н. е., містить запис про  ji  (鮨) (походження чоткаля).  Ji  визначає чоткаль як їжу, приготовану з риби. Цей найдавніший документ згадує цю їжу в історичних записах.

## Типи
- Сеуджот - чот, приготований з маленьких креветок ( «СЕУ», 새우) [1]
  - Оджот (오젓) - сеуджот, приготований з травневих креветок
  - Юкчот (육젓) - сеуджот, приготований з червневих креветок
  - Тохаджот (토하젓) - чот, приготований з прісноводних креветок [2], це регіональний делікатес кухні провінції Чолладо.
- Тучотильхеджот (두 젓 을 해젓) - чот, приготований з duu (солоний чот, подібний «мельчиджот»)
- Хвансегіджот (황새 기젓) - чот, приготований з риби [1]
- Мельчиджот - чот з анчоусів («мельчі», 멸치) [1]
- Чогіджот - чот, приготований з обапола («чогі», 조기) [3]
- Чугеджот (조개젓) - чот з молюсків [4]
- Кульчот (굴젓) - чот з устриць («куль», 굴)
  - Орігульчот (어리 굴젓) - чот, приготований з солоних устриць («куль», 굴) і пекучого перцю [1]
- Менранджот (명란젓) - чот, приготований з ікри («ран», 란) сайди («менде», 명태) [1]
- Чананджот (창란젓) - чот з нутрощів сайди [1]
- Оджін'оджот (오징어젓) - чот з кальмарів («оджін'о», 오징어) [1]
- Ккольттугіджот (꼴뚜기젓) - чот з маленьких кальмарів [5]
- Кеджау - чот з крабів [1]

## Галерея

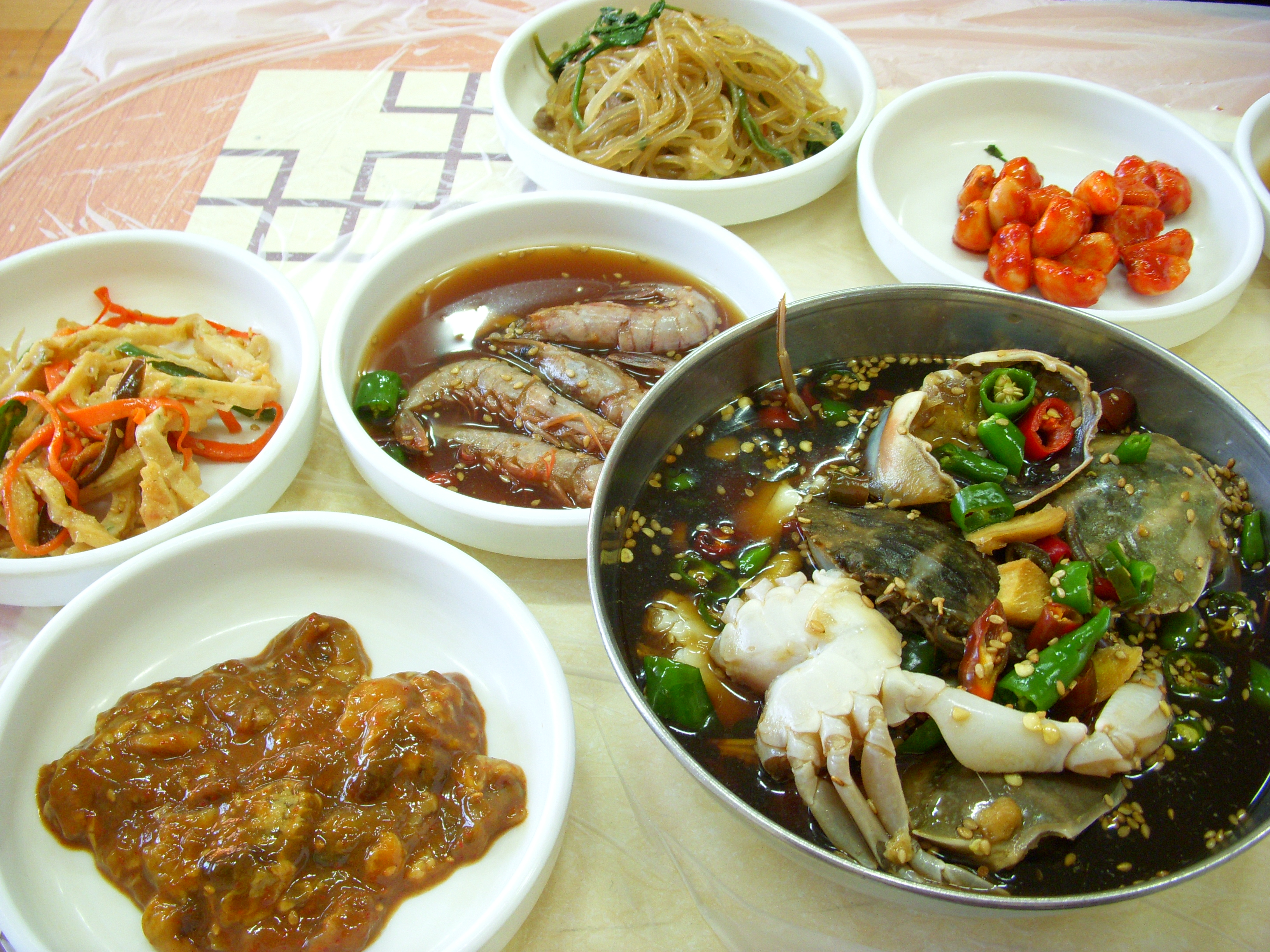
Кеджау і  сеуджан  (креветки, мариновані в соєвому соусі)
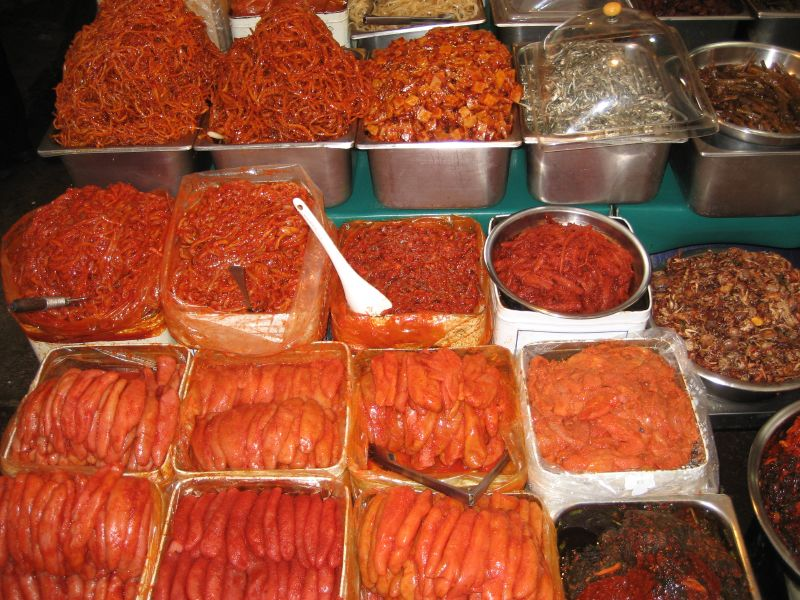
Мелланджот
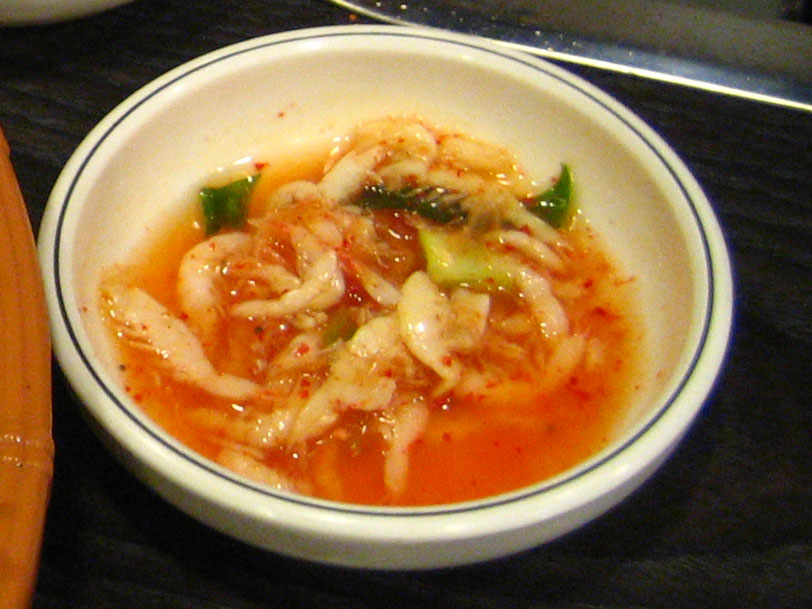
Сеуджот
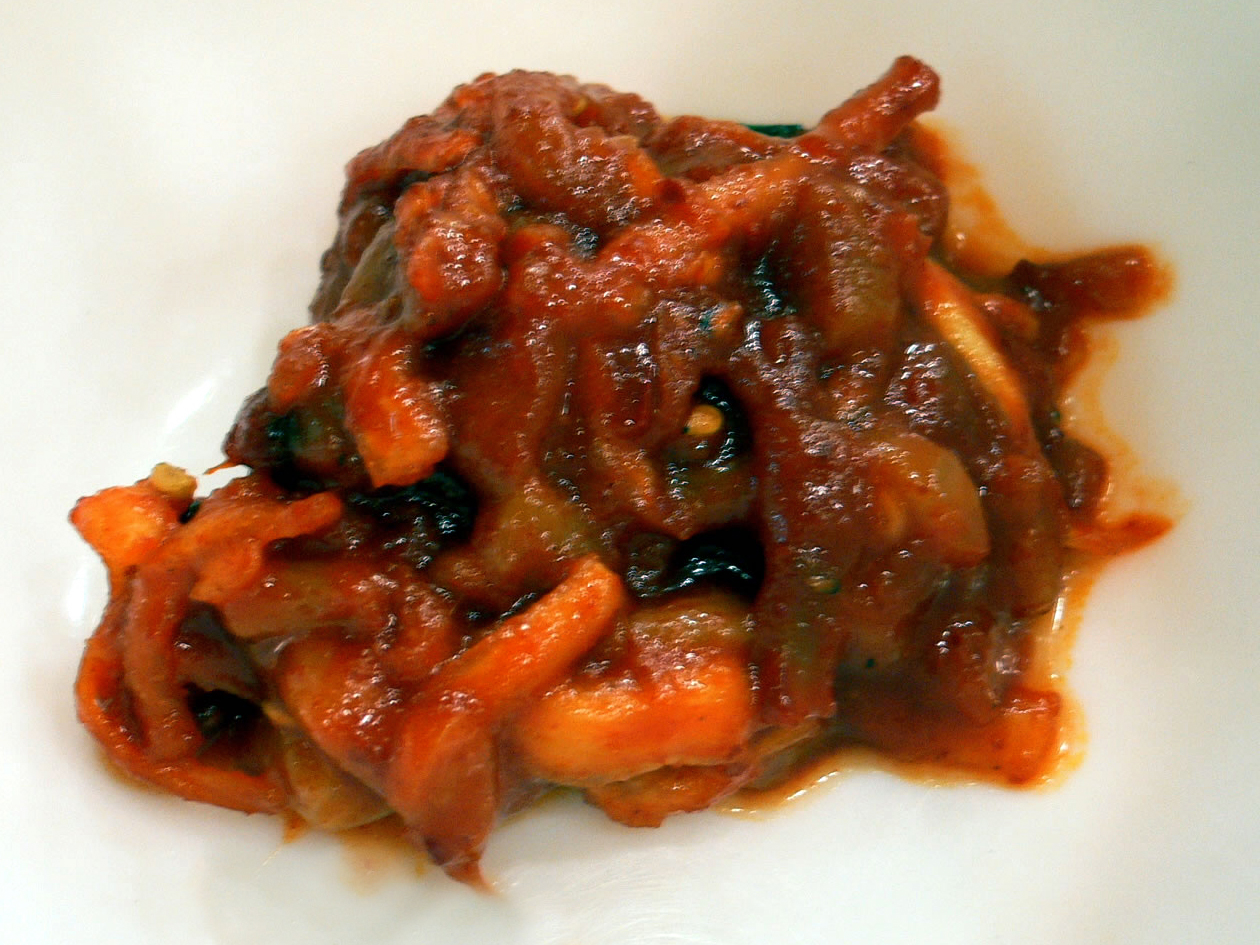
Оджингоджот